# Agelo
Agelo (Nedersaksisch/Twents: Oagel) is een buurtschap in de Twentse gemeente Dinkelland in de Nederlandse provincie Overijssel. Op 1 januari 2023 woonden er in Agelo 620 mensen. Het wordt meestal onderverdeeld in Groot Agelo en Klein Agelo. Tot de gemeentelijke herindeling van 1 januari 2001 vielen beide woonkernen onder de gemeente Denekamp. Agelo ligt tussen Rossum en Ootmarsum ten noorden van het kanaal Almelo-Nordhorn. Er bestaat ook nog een West-Agelo, een aanduiding op oude kaarten ten zuidwesten van Groot Agelo, waarvan slechts één boerderij, Westeragel, resteert.
De plaats Agelo is al geruime tijd bekend. Al in de Middeleeuwen werd het vermeld als Aghele. In de omgeving vindt men boerderijtjes en schuren met vakwerk, gebouwd in de tradiotionele stijl van de Twentse hallenhuisboerderij.

## Afbeeldingen

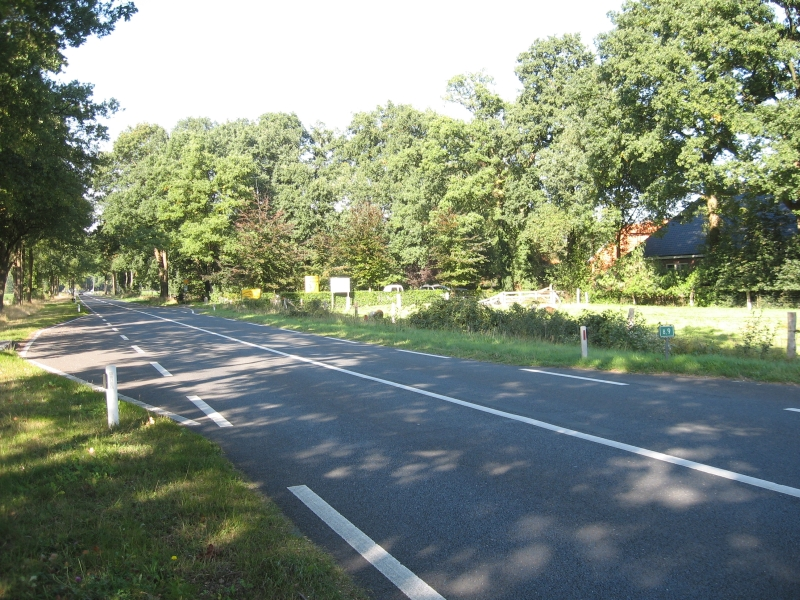
Rossumerstraat, Agelo
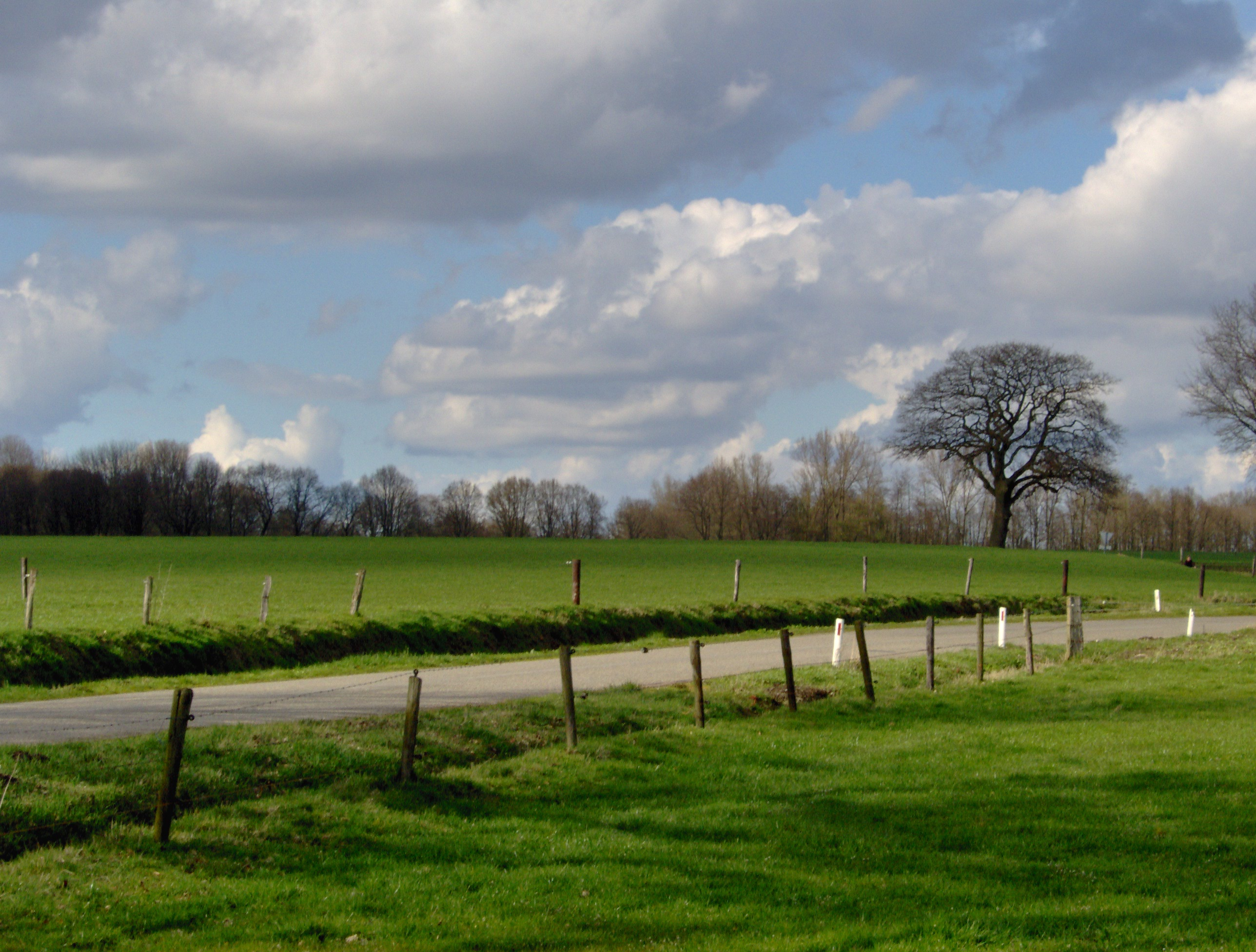
Weg in Groot Agelo
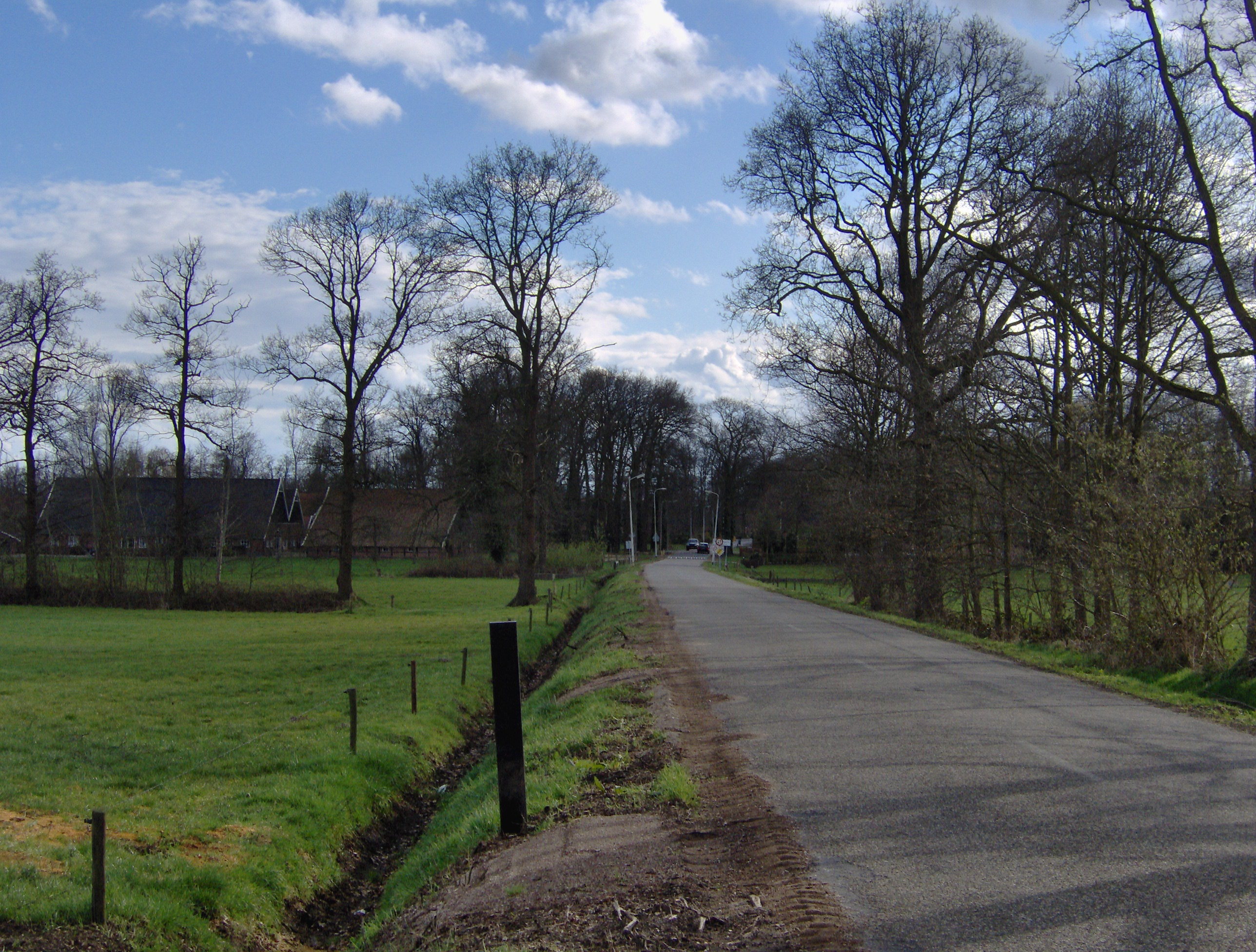
Weg in Groot Agelo
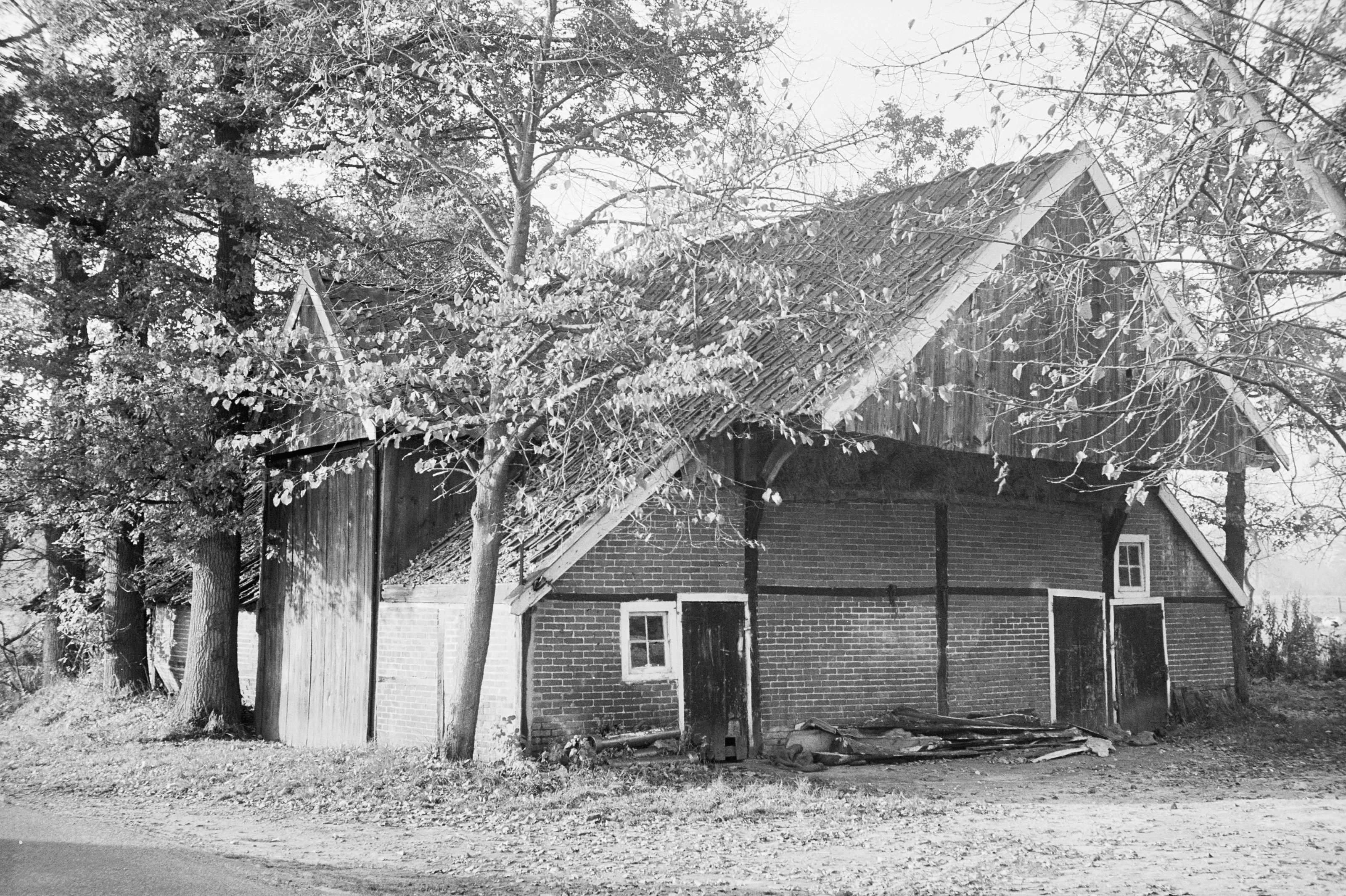
Vakwerkhuis in Klein Agelo